# Люсі Вонькова
Люсі Вонькова (чеськ. Lucie Voňková; нар. 28 лютого 1992, Теплиці, Чехія) — чеська футболістка, виступає за національну збірну Чехії та амстердамський «Аякс».

## Кар'єра

### Клубна
Вона почала свою кар'єру в празькій «Славії», де провела шість років.
У 2012 році вона перейшла у «Спарту», з якою виграла національний чемпіонат і кубок та дебютувала у Лізі Чемпіонів.
У сезоні 2013/14 вона перейшла до німецької Бундесліги, підписавши контракт з «ФКР 2001 Дуйсбург».
Після двох важких років у «Дуйсбурзі», де вона поступово пристосовувалася до вищої якості Бундесліги, Люсі переїхала до ФК «Єна» і почала частіше забивати голи.
7 липня 2017 року Вонькова підписала контракт з «Баварією».
У 2019 році переїхала до Нідерландів, підписавши контракт зі столичним «Аяксом». Грала за клуб до 2021 року.

### Міжнародна
31 травня 2009 року дебютувала за збірну Чехії з футболу у матчі проти Польщі.

## Особисте життя
Люсі Вонькова є лесбійкою. У вересні 2018 року вона одружилася на своїй партнерці по команді Клаудії ван ден Гайлігенберг. У 2021 році стало відомо, що Клаудія чекає дитину.

## Досягнення

### Клубні
- Чемпіонка Чехії (1): 2012—2013
- Володарка Кубку Чехії (1): 2012—2013

### Індивідуальні
- Найкраща футболістка Чехії (2): 2016; 2017